# Штефанец, Иван
Иван Штефанец (словац. Ivan Štefanec; 30 сентября 1961, Поважска-Бистрица) — словацкий политик и менеджер, депутат Европейского парламента с 2014 г.
В 1979—1983 годах он учился в Высшей школе экономики в Братиславе, затем в аспирантуре английского языка в Университете Коменского (1987—1989). В 1994 году он закончил докторантуру в Университете экономики в Братиславе.
В 1994—2004 годах работал на руководящих должностях в компании «Coca-Cola Beverages Slovakia». Он был первым председателем Союза предпринимателей Словакии. В 2006 году он стал правительственным уполномоченным по вопросам введения евро в стране. В том же году он избран членом Национального совета от SDKÚ-DS, а в 2010 и 2012 годах переизбран.
19 февраля 2015 года Иван Штефанец оставил партию SDKÚ-DS, объявив, что она прекратила функционировать. В ноябре 2015 года он стал членом партии Христианско-демократическое движения.
Он является почетным председателем Союза предпринимателей Словакии.